# オリオン座分子雲

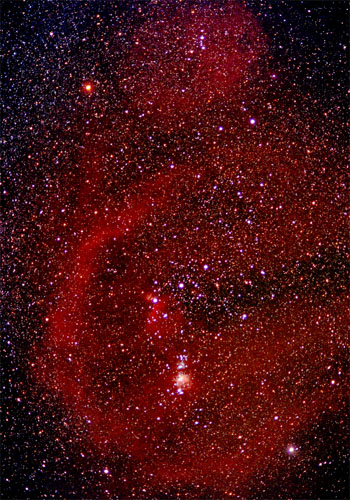
オリオン座分子雲の主要な構成要素であるバーナードループ。またM42など他の構成要素も写っている。

オリオン座分子雲（オリオンざぶんしうん、英: Orion Molecular Cloud Complex または Orion Complex）は、散光星雲や暗黒星雲、オリオン座に位置する若い星などから構成される大規模なグループを指す。オリオン座分子雲は、1,500～1,600光年の距離にあり、大きさは数百光年に渡っている。双眼鏡や小型の天体望遠鏡で観察できる部分や、肉眼で見えている部分（オリオン大星雲など）もある。
オリオン座分子雲は、オリオンのベルトから剣にかけて数度広がっている。夜空で見ることができる星形成の最も活発な領域の1つで、ここでは原始惑星系円盤や非常に若い恒星が形成されている。オリオン座分子雲は、 星形成の熱のため赤外線の波長でも非常に明るい。一方、暗黒星雲、 輝線星雲、 反射星雲、HII領域を含んでいる。

## 主な星雲
- M42（オリオン大星雲）
- M43 オリオン星雲の一部
- 馬頭星雲
- バーナードループ
- M78 反射星雲
- Orion Molecular Cloud 1 (OMC-1)
- Orion Molecular Cloud 2 (OMC-2)
- NGC 2024（Flame Nebula）
- オリオンOB1アソシエーション（英語版）